# Jauz
 (avril 2018).
Sam Vogel, plus connu sous le nom de Jauz, est un DJ américain et producteur de musique électronique vivant à San Francisco. Il est aussi fondateur et PDG de Bite This.